# Tantsi z Zirkami
 (février 2011).
Si vous disposez d'ouvrages ou d'articles de référence ou si vous connaissez des sites web de qualité traitant du thème abordé ici, merci de compléter l'article en donnant les références utiles à sa vérifiabilité et en les liant à la section « Notes et références ».
Tantsi z Zirkami (en ukrainien : Танці з зірками, littéralement « Danses avec les stars ») est une émission de téléréalité ukrainienne diffusée sur STB à partir du 26 février 2011. L'émission se déroule chaque samedi soir à 20h30 et est présentée par Irina Borisyuk  et Dmitro Tankovitch. Il s'agit de l'émission jumelle de Tantsi so Zvezdmi, la version russe qui a déjà 5 saisons à son actif.

## Principe
Tantsi z Zirkami est un télé-show de divertissement lancé sur la chaîne de télévision ukrainienne STB en février 2011. C'est la version ukrainienne du programme anglais de la BBC «Strictly Come Dancing». En France, l'émission est connue sous le nom de Danse avec les stars.
Chaque équipe est composée d'un danseur professionnel et d'une star de cinéma, de la chanson, de théâtre etc. 
Après l'intervention de chaque équipe, le jury expose les estimations. S'ensuit le vote des téléspectateurs. L'estimation du public est additionnée a l'estimation des professionnels. L'équipe qui a totalisé le plus petit score, quitte le show. Le soir de la finale, on définit le vainqueur du concours.

## Saisons
| Saison   | Année | Nbr de Semaines | Date du lancement | Date de la finale | Places d'Honneurs | Places d'Honneurs | Places d'Honneurs  |
| -------- | ----- | --------------- | ----------------- | ----------------- | ----------------- | ----------------- | ------------------ |
| Saison   | Année | Nbr de Semaines | Date du lancement | Date de la finale | Vainqueur         | Deuxième place    | Troisième place    |
| Saison 1 | 2011  | 14              | 26 février 2011   | 28 mai 2011       | Stas Shurins      | Liliya Rebrik     | Vladimir Katchenko |

## Saison 1 (2011)

### Jury
| Tatiana Denisova     | Célèbre chorégraphe de niveau international et Jury de l'émission "Tansiyut Vsyo" (Tout le monde danse)                 | Juge | 1 |
| Radu Pokitlaru       | Chorégraphe dans l'émission de Tantisyut Vsyo et à travers l'Europe                                                     | Juge | 1 |
| Jaakko Toivonen      | Chorégraphe européen et dans l'émission Tantsiyut Vsyo et jury de la version néerlandaise de So You Think You Can Dance | Juge | 1 |
| Natalia Mogilevskaya | Chanteuse, auteur-compositeur, animatrice, productrice de musique et ex-juge de Fabrika Zirok 2 et Fabrika.Superfinal   | Juge | 1 |

### Équipes
| Star                  | Occupation                                                                                | Danseur | Statut    |
| --------------------- | ----------------------------------------------------------------------------------------- | ------- | --------- |
| Natalia Botchkarova   | Actrice russe                                                                             | Evgeniï | Éliminée  |
| Nikita Djigurda       | Acteur et réalisateur                                                                     | Yulia   | Éliminé   |
| Oleksandr Krivochalko | Chanteur et ancien candidat de la version ukrainienne de X-Factor                         | Ilona   | Éliminé   |
| Boris Barskiï         | Humoriste & acteur                                                                        | Inna    | Éliminé   |
| Anfisa Tchekhova      | Présentatrice russe                                                                       | Vitaliï | Éliminée  |
| Olena Korikova        | Actrice                                                                                   | Toni    | Éliminée  |
| Stas Shurins          | Chanteur, vainqueur de Fabrika Zirok 3                                                    | Elena   | Vainqueur |
| Vladimir Katchenko    | Finaliste de la version ukrainienne de X-Factor & Chanteur                                | Irina   | Finaliste |
| Vadim Andreev         | Acteur russe                                                                              | Galina  | Éliminé   |
| Tatiana Dogileva      | Actricel                                                                                  | Pavel   | Éliminée  |
| Liliya Rebrik         | Présentrice & actrice                                                                     | Andreï  | Finaliste |
| Valeriï Yurtchenko    | Finaliste de Ukraïna Mae Talent (Version ukrainienne de La France a un incroyable talent) | Katya   | Éliminé   |
| Sergeï Sosedov        | Célèbre journaliste de télévision et Jury de la version ukrainienne de X-Factor           | Anna    | Éliminé   |
| Anna Poslavskaya      | Troisième à Miss Ukraine-Univers 2010                                                     | Anton   | Éliminée  |